# Ricinoides hanseni
Ricinoides hanseni — вид павукоподібних ряду Рицінулеї (Ricinulei). Вид є ендеміком Сьєрра-Леоне. Він зустрічається у тропічних лісах.